# کولمه‌توو
کولمه‌توو (انگلیسی: Kulmetovo) یک شهرک در شهرستان کیگینسکی استان باشقیرستان کشور روسیه است.